# Tenis na Letních olympijských hrách 1984
Tenis na Letních olympijských hrách 1984 v Los Angeles se objevil podruhé od naposledy předtím hraného řádného turnaje na Pařížské olympiádě 1924. Stejně jako na Hrách v Mexico City 1968 měl charakter ukázkového sportu, mimo oficiální program her.
O znovuzařazení tenisu do rodiny olympijských sportů intenzivně usilovala Mezinárodní tenisová federace (ITF) společně s národními tenisovými svazy. Kladné rozhodnutí o návratu „bílého sportu“ padlo na 84. zasedání Mezinárodního olympijského výboru (MOV) v Baden-Badenu, na němž bylo 1. října 1981 schváleno zařazení tenisu do programu Letních olympijských her 1988.

Celé hry, včetně tenisu, byly bojkotovány Sovětským svazem a jeho satelity Východního bloku. Výjimkou se staly výpravy z Rumunska a Jugoslávie, které na olympiádě startovaly.

## Ukázkový turnaj
Losangeleský turnaj měl na programu mužskou a ženskou dvouhru, což představovalo proti roku 1968 snížení o osm soutěží. Konal se mezi 6.–11. srpnem 1984 v roli ukázkového sportu. Dějištěm se stal areál Los Angeles Tennis Center, ležící na půdě Kalifornské univerzity v Los Angeles. Událost probíhala na otevřených dvorcích s tvrýdm povrchem.
Do obou soutěží nastoupilo třicet dva singlistů. Limitujícím faktorem byla věková hranice, když do turnaje mohli zasáhnout pouze hráči, jimž nebylo v době konání více než dvacet let, tj. ročníky narozené v roce 1964 a později. Poražení semifinalisté neodehráli zápas o třetí místo a automaticky se na této pozici umístili oba.
Dvouhry vyhrály budoucí světové jedničky a tenisové osobnosti, které se v rolích nejvýše nasazených zúčastnily i oficiálního soulského turnaje o čtyři roky později. V mužích triumfoval 18letý Švéd Stefan Edberg, jenž do turnaje vstupoval jako vůbec první držitel tzv. čistého grandslamu v juniorské kategorii a úřadující juniorský mistr světa z roku 1983. V roli třetího nasazeného v semifinále zdolal americkou turnajovou jedničku Jimmyho Ariase a ve finále přehrál Mexičana Francisca Maciela. Na turnaji neztratil ani jeden set. Ženskou dvouhru ovládla 15letá osmá nasazená Němka Steffi Grafová, která na cestě pavoukem prohrála dva sety. Ve druhém kole ji nejdříve „kanára“ uštědřila Italka Sandra Cecchiniová, aby však zbylé dvě sady nezvládla. Ve finále si západoněmecká juniorka poradila s jugoslávskou turnajovou sedmičkou a o čtyři roky starší Sabrinou Golešovou poměrem 1–6, 6–3 a 6–4.

## Přehled medailí

### Ukázkový turnaj
| Soutěž         | Zlato                                  | Stříbro                             | Bronz                                      |
| Mužská dvouhra | Stefan Edberg · Švédsko (SWE)          | Francisco Maciel · Mexiko (MEX)     | Jimmy Arias · Spojené státy americké (USA) |
| Mužská dvouhra | Stefan Edberg · Švédsko (SWE)          | Francisco Maciel · Mexiko (MEX)     | Paolo Canè · Itálie (ITA)                  |
| Ženská dvouhra | Steffi Grafová · Západní Německo (FRG) | Sabrina Golešová · Jugoslávie (YUG) | Raffaella Reggiová · Itálie (ITA)          |
| Ženská dvouhra | Steffi Grafová · Západní Německo (FRG) | Sabrina Golešová · Jugoslávie (YUG) | Catherine Tanvierová · Francie (FRA)       |